# Włócznik modroczelny
Włócznik modroczelny (Doryfera johannae) – gatunek małego ptaka z rodziny kolibrowatych (Trochilidae). Zamieszkuje północną i północno-zachodnią część Ameryki Południowej.
Podgatunki i zasięg występowania
Wyróżnia się dwa podgatunki D. johannae:
- D. j. johannae (Bourcier, 1847) – południowo-wschodnia Kolumbia, wschodni Ekwador i północno-wschodnie Peru
- D. j. guianensis (Boucard, 1893) – południowa Wenezuela, południowa Gujana i północna Brazylia

Morfologia
Długość ciała: 9,6–11 cm, w tym prosty, czarny dziób o długości 25–30 mm. Masa ciała: samce 3–5 g, samice 3,3–6 g.
Środowisko
Jego środowiskiem są wilgotne subtropikalne lub tropikalne lasy nizinne i górskie. Spotykany w przedziale wysokości 280–1800 m n.p.m.
Status
Międzynarodowa Unia Ochrony Przyrody (IUCN) uznaje włócznika modroczelnego za gatunek najmniejszej troski (LC – least concern) nieprzerwanie od 1988 roku. Całkowita liczebność populacji nie została oszacowana; w 1996 roku opisywany był jako „rzadki”. Trend liczebności populacji jest spadkowy ze względu na utratę siedlisk leśnych.